# Adeline McKinlay
Pour les articles homonymes, voir McKinlay.
Adeline McKinlay est une joueuse de tennis américaine de la fin du XIXe siècle.
Elle a notamment remporté l'US Women's National Championship en 1892 en double dames aux côtés de Mabel Cahill.

## Palmarès (partiel)

### Titre en double dames
| No | Date       | Nom et lieu du tournoi                 | Catégorie | Surface      | Partenaire   | Finalistes                    | Score    |          |
| -- | ---------- | -------------------------------------- | --------- | ------------ | ------------ | ----------------------------- | -------- | -------- |
| 1  | 21/06/1892 | US National Championships Philadelphie | G. Chelem | Gazon (ext.) | Mabel Cahill | Helen Day Harris Amy Williams | 6-1, 6-3 | Parcours |

## Parcours en Grand Chelem (partiel)
Si l’expression « Grand Chelem » désigne classiquement les quatre tournois les plus importants de l’histoire du tennis, elle n'est utilisée pour la première fois qu'en 1933, et n'acquiert la plénitude de son sens que peu à peu à partir des années 1950.

### En double dames
| Année | - | - | - | - | Wimbledon | Wimbledon | US National           | US National            |
| 1892  | - | - | - | - | -         | -         | Victoire Mabel Cahill | Helen Day Amy Williams |

Sous le résultat, la partenaire ; à droite, l’ultime équipe adverse.

### En double mixte
| Année | - | - | - | - | Wimbledon | Wimbledon | US National               | US National            |
| 1892  | - | - | - | - | -         | -         | 1/4 de finale JB McKinley | Helen Day J Parke Hood |

Sous le résultat, le partenaire ; à droite, l’ultime équipe adverse.